# Condado de Hardin (Illinois)
El condado de Hardin (en inglés: Hardin County), fundado en 1839, es uno de 102 condados del estado estadounidense de Illinois. En el año 2000, el condado tenía una población de 4800 habitantes y una densidad poblacional de 10 personas por km². La sede del condado es Elizabethtown. El condado recibe su nombre en honor a John Hardin.

## Geografía
Según la Oficina del Censo, el condado tiene un área total de 470 km² (181,5 mi²), de la cual 462 km² (178,4 mi²) es tierra y 8 km² (3,088803088803 mi²) (1.72%) es agua.

### Condados adyacentes
- Condado de Gallatin (norte)
- Condado de Union, Kentucky (este)
- Condado de Crittenden, Kentucky (este)
- Condado de Livingston, Kentucky (suroeste)
- Condado de Pope (oeste)
- Condado de Saline (noroeste)

## Demografía
Según la Oficina del Censo en 2000, los ingresos medios por hogar en el condado eran de $27 693, y los ingresos medios por familia eran $31 625. Los hombres tenían unos ingresos medios de $32 414 frente a los $17 091 para las mujeres. La renta per cápita para el condado era de $15 984. Alrededor del 18.60% de la población estaban por debajo del umbral de pobreza.

## Transporte

### Autopistas principales
- Ruta de Illinois 1
- Ruta de Illinois 34
- Ruta de Illinois 146

## Municipalidades

### Ciudades
- Cave-In-Rock
- Elizabethtown
- Rosiclare

### Áreas no incorporadas
- Karbers Ridge
- Lamb